# Superpuchar

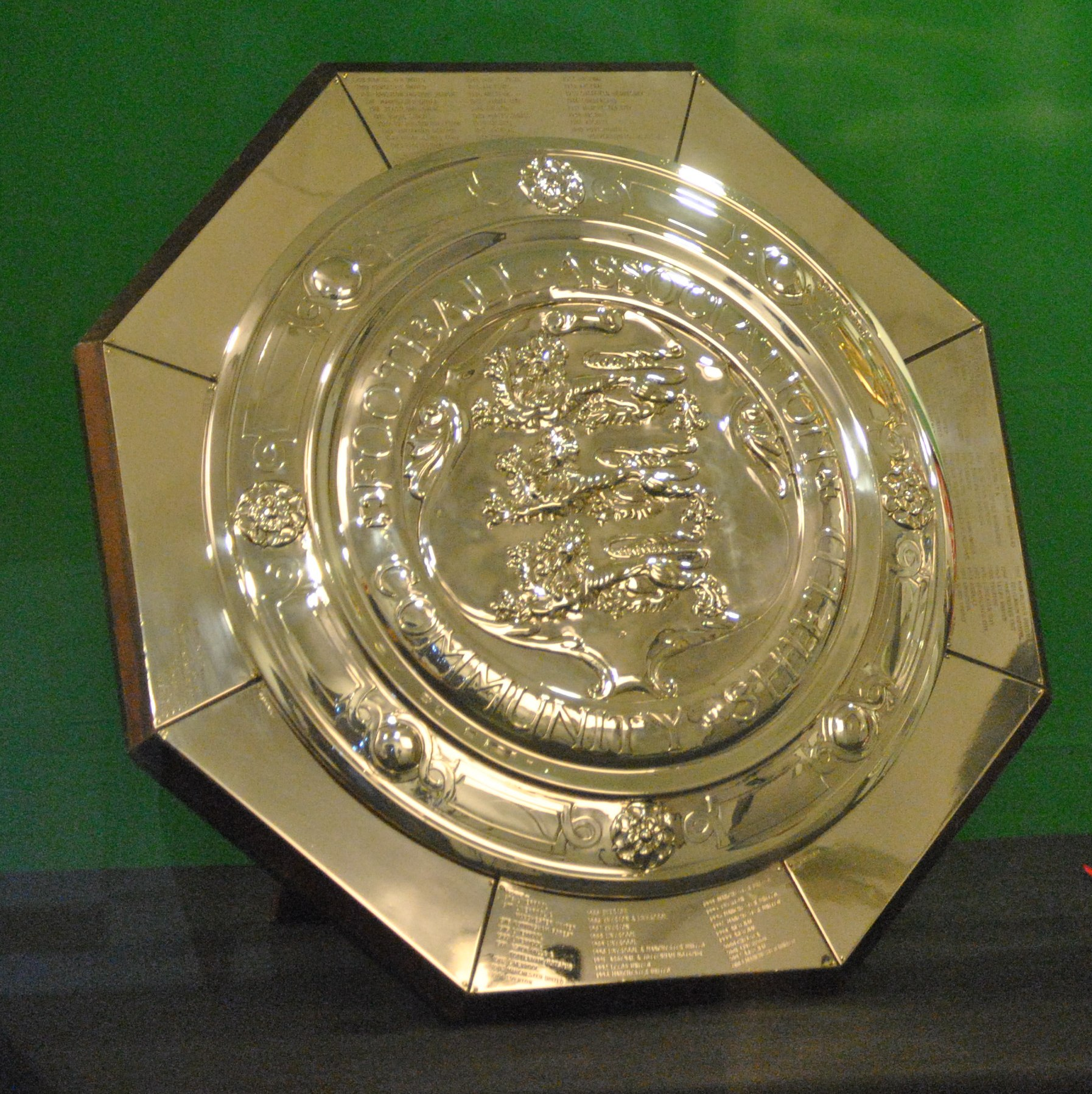
Tarcza Wspólnoty (Community Shield) (Superpuchar Anglii)

Superpuchar – trofeum w sporcie klubowym. Zazwyczaj jest to jeden mecz, pod koniec sezonu (lub na początku kolejnego) pomiędzy zwycięzcą ligi krajowej, a zdobywcą pucharu kraju (np. Superpuchar Polski pomiędzy zwycięzcą Ekstraklasy, a zdobywcą Pucharu Polski).
W przypadku gdy zwycięzca ligi jest też zwycięzcą pucharu, grają oni z drużyną, która zajęła drugie miejsce w jednych z tych rozgrywek. W piłce nożnej istnieje również Superpuchar Europy pomiędzy zwycięzcą Ligi Mistrzów, a Ligi Europy.